# Jamal Musiala
Jamal Musiala (Stuttgart, 2003. február 26. –) német válogatott labdarúgó, a Bayern München játékosa.

## Pályafutása

### Klubcsapatokban

#### Fiatal évei
2011-ben hagyta el a német TSV Lehnerz csapatát költözés miatt, majd előbb egy rövid ideig az angol Southampton akadémiájára, majd utóbb a Chelseahez került. 2019 júliusában a Bayern München bejelentette, hogy két Chelsea akadémistát szerződtetett, Musiala és Bright Akwo Arrey-Mbit. 2020. június 3-án mutatkozott be a második csapatban a Preußen Münster csapata ellen 3–2-re megnyert harmadosztályú mérkőzésen. Június 9-én megszerezte első két gólját az FSV Zwickau ellen.

#### Bayern München
Június 20-án az első csapatban is bemutatkozott az Freiburg ellen, Hans-Dieter Flick vezetőedző a 88. percben küldte őt pályára Thomas Müller cseréjeként, ezzel 17 évesen és 115 naposan a Bayern München történetének legfiatalabb labdarúgója lett a Bundesligában. aki pályára lépett. Szeptember 18-án a Schalke 04 ellen 8–0-ra megnyert találkozón megszerezte első gólját, ezzel Roque Santa Cruz rekordját adta át a múltnak azzal, hogy 17 évesen és 205 naposan szerezte meg élete első gólját a német élvonalban. Október 24-én az Eintracht Frankfurt elleni 5–0-ra megnyert bajnoki találkozón a 90. percben Goretzka lövését blokkolták, így a labda elé pattant és ő a kapuba lőtte. December 5-én az RB Leipzig ellen a 30. percben a tizenhatoson kívülről lőtt gólt Gulácsi Péter kapujába. 2021. február 23-án megszerezte első gólját az UEFA-bajnokok ligájában az olasz SS Lazio ellen 4–1-re megnyert mérkőzésen. Ezzel a góljával minden idők második legfiatalabb gólszerzője lett a sorozat egyenes kieséses szakaszában. Március 5-én 2026-ig szóló profi szerződést kötött a klubbal. 2021. augusztus 25-én duplázott a Német Kupa első fordulójában a Bremer SV ellen 12–0-ra megnyert találkozón.

### A válogatottban
Pályára lépett már a német és az angol korosztályos válogatottakban. 2021. február 24-én bejelentette, hogy a Német labdarúgó-válogatottban szeretne szerepelni. Március 25-én mutatkozott be a német felnőtt válogatottban az Izland elleni világbajnok selejtező mérkőzésen, amelyet 3–0-ra nyertek meg. 2021. május 19-én bekerült a 2020-as labdarúgó-Európa-bajnokságra utazó 26 fős német keretbe. Október 11-én Észak-Macedónia ellen 4–0-ra megnyert világbajnoki-selejtező mérkőzésen megszerezte első felnőtt válogatott gólját.
2024. június 7-én bekerült Julian Nagelsmann szövetségi kapitány 26 fős keretébe, amely a 2024-es labdarúgó-Európa-bajnokságon részt vett.

## Statisztika

### Klub
2024. május 8-i állapotnak megfelelően.
| Klub              | Szezon   | Bajnokság | Bajnokság | Kupa  | Kupa | Nemzetközi | Nemzetközi | Egyéb | Egyéb | Összesen | Összesen |
| Klub              | Szezon   | Mérk.     | Gól       | Mérk. | Gól  | Mérk.      | Gól        | Mérk. | Gól   | Mérk.    | Gól      |
| ----------------- | -------- | --------- | --------- | ----- | ---- | ---------- | ---------- | ----- | ----- | -------- | -------- |
| Bayern München II | 2019–20  | 8         | 2         | 0     | 0    | —          | —          | —     | —     | 8        | 2        |
| Bayern München II | 2020–21  | 2         | 0         | 0     | 0    | —          | —          | —     | —     | 2        | 0        |
| Bayern München II | Összesen | 10        | 2         | 0     | 0    | 0          | 0          | 0     | 0     | 10       | 2        |
| Bayern München    | 2019–20  | 1         | 0         | 0     | 0    | 0          | 0          | —     | —     | 1        | 0        |
| Bayern München    | 2020–21  | 26        | 6         | 2     | 0    | 6          | 1          | 3     | 0     | 37       | 7        |
| Bayern München    | 2021–22  | 30        | 5         | 1     | 2    | 8          | 1          | 1     | 0     | 40       | 8        |
| Bayern München    | 2022–23  | 33        | 12        | 4     | 3    | 9          | 0          | 1     | 1     | 47       | 16       |
| Bayern München    | 2023–24  | 24        | 10        | 2     | 0    | 11         | 2          | 1     | 0     | 38       | 12       |
| Bayern München    | Összesen | 114       | 33        | 9     | 5    | 34         | 4          | 6     | 1     | 163      | 43       |
| Összesen          | Összesen | 124       | 35        | 9     | 5    | 34         | 4          | 6     | 1     | 173      | 45       |

1. ↑  Magában foglalja az németszuperkupán, az UEFA-szuperkupán és a FIFA-klubvilágbajnokságon való pályára lépéseit is.

### A válogatottban
2024. június 29-én frissítve.
| Válogatott  | Szezon   | Mérk. | Gól |
| ----------- | -------- | ----- | --- |
| Németország | 2021     | 9     | 1   |
| Németország | 2022     | 11    | 0   |
| Németország | 2023     | 5     | 1   |
| Németország | 2024     | 8     | 3   |
| Összesen    | Összesen | 33    | 5   |

### Válogatott góljai
2024. június 29-én frissítve.
| # | Időpont           | Helyszín                                                          | Ellenfél         | Gólok | Eredmény | Kiírás                                     |
| - | ----------------- | ----------------------------------------------------------------- | ---------------- | ----- | -------- | ------------------------------------------ |
| 1 | 2021. október 11. | Toše Proeski Aréna, Szkopje, Észak-Macedónia                      | Észak-Macedónia  | 4–0   | 4–0      | 2022-es labdarúgó-világbajnokság-selejtező |
| 2 | 2023. október 14. | Pratt & Whitney Stadium, East Hartford, Amerikai Egyesült Államok | Egyesült Államok | 3–1   | 3–1      | Barátságos mérkőzés                        |
| 3 | 2024. június 14.  | Allianz Arena, München, Németország                               | Skócia           | 2–0   | 5–1      | 2024-es labdarúgó-Európa-bajnokság         |
| 4 | 2024. június 19.  | MHPArena, Stuttgart, Németország                                  | Magyarország     | 1–0   | 2–0      | 2024-es labdarúgó-Európa-bajnokság         |
| 5 | 2024. június 29.  | Westfalenstadion, Dortmund, Németország                           | Dánia            | 2–0   | 2–0      | 2024-es labdarúgó-Európa-bajnokság         |

## Család
Stuttgartban született és Fulda városában élt 7 éves koráig, majd Angliába költözött szüleivel. Gyermekkorának nagy részét a Chelsea akadémiáján töltötte. Németországban született, de angol felmenőkkel is rendelkezik, valamint anyja lengyel, apja pedig kongói származású.

## Sikerei, díjai
- Bayern München II
  - 3. Liga: 2019–20
- Bayern München
  - Német bajnok: 2020–21[30]
  - Német szuperkupa: 2020,[31] 2021, 2022
  - UEFA-szuperkupa: 2020[32]
  - FIFA-klubvilágbajnokság: 2020[33]